# Vox populi
În radioteleviziune, vox populi este un interviu luat oamenilor din public. Vox populi este o expresie latină care înseamnă, literal, „vocea poporului”.

## Omul de pe stradă

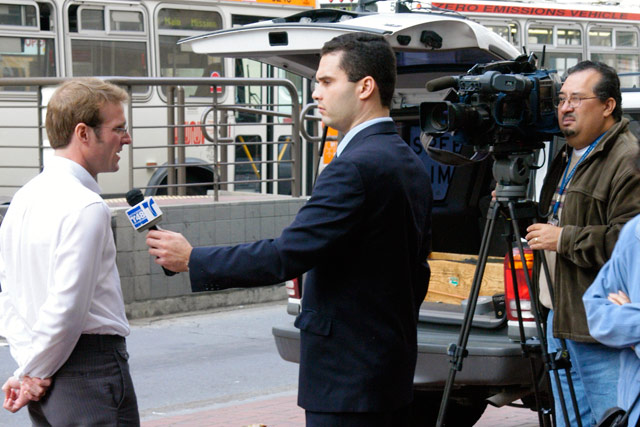
Un interviu de tip vox populi

Personalitatea americană de televiziune Steve Allen în calitate de gazdă a emisiunii The Tonight Show a dezvoltat conceptul de interviu luat „omului de pe stradă”, care a fost difuzat în emisiunile televizate cu public programate noaptea târziu. De obicei, persoanele intervievate sunt întâlnite în locuri publice și se presupune că își exprimă opinii spontane într-o întâlnire întâmplătoare – persoanele intervievate nu sunt selectate în nici un fel. Astfel, jurnaliștii de televiziune se referă aproape întotdeauna la acest gen de interviuri cu termenul prescurtat vox pop. În jurnalismul american el este adesea menționată ca un interviu luat unui om de pe stradă sau MOTS.
Pentru că rezultatele unui astfel de interviu sunt imprevizibile în cel mai bun caz, materialele vox pop sunt editate de obicei foarte mult. 

## Uz proverbial
Citat adesea ca atare, Vox populi, vox Dei, adică „vocea poporului este vocea lui Dumnezeu”, este un vechi proverb atribuit de multe ori în mod eronat lui William de Malmesbury în secolul al XII-lea.
O menționare timpurie a acestei expresii se află într-o scrisoare trimisă de Alcuin lui Carol cel Mare în 798, deși se crede că a fost întrebuințată și în epocile anterioare. Citatul complet din Alcuin spune:
Nec audiendi qui solent dicere, Vox populi, vox Dei, quum tumultuositas vulgi semper insaniae proxima sit.
Traducere în limba română:
Nu trebuie să fie ascultat cel care spune că vocea poporului este vocea lui Dumnezeu, din moment ce freamătul mulțimii este întotdeauna aproape de nebunie.
Folosirea expresiei indică faptul că ea devenise un aforism al înțelepciunii politice comune încă din epoca lui Alcuin și a lui Carol cel Mare, din moment ce Alcuin l-a sfătuit pe Carol cel Mare să se opună unei astfel de idei. De cei care au promovat expresie și idee, arhiepiscopul de Canterbury Walter Reynolds i-a adus învinuiri regelui Eduard al II-lea în anul 1327, într-o predică intitulată „Vox populi, vox Dei”.